# Evangelische Superintendentur A. B. Böhmen
Die Evangelische Superintendentur A. B. Böhmen war eine Diözese der Evangelischen Kirche A. B. in Österreich, die von 1784 bis 1900 bestand.

## Organisation
Die Superintendentur umfasste bis zu 28 Pfarrgemeinden in Böhmen, allerdings ohne das Ascher Ländchen, dessen Gemeinden in der Evangelischen Superintendentur A. B. Asch zusammengeschlossen waren. Der Amtssitz des Superintendenten war nicht festgelegt. Die böhmische Superintendentur war zunächst in drei Seniorate gegliedert: das Prager Seniorat, das Nördliche Seniorat und das Südliche Seniorat. Später erfolgte eine Zweiteilung nach nationalen Gesichtspunkten, mit einem tschechischsprachigem Östlichen Seniorat und einem deutschsprachigen Westlichen Seniorat.

## Geschichte
Die Evangelische Superintendentur A. B. Böhmen wurde wie die Evangelische Superintendentur A. B. Mähren und Schlesien 1784 unter Kaiser Joseph II. eingerichtet.
Die Superintendenten von Böhmen waren (Amtszeit in Klammern):
- Jan Láho (1784–1785)
- Jan Barott (1785)
- Štěpán Leška (1786–1798)
- Johann Christoph Friedrich Götschel (1798–1799)
- Karl Franz Hoenicka (1800–1807)
- Michael Gottlieb Seihm (1807–1828)
- Josef Krejčí (1829–1844)
- Heřman Kryštůfek (1845–1863)
- Jakub Beneš (1863–1873)[2]
- Daniel Bohumil Molnár (1873–1889)[3]
- Adam Ithamar Marian Koch (1890–1900)[4]

Vor dem Hintergrund des Nationalitätenkonflikts kam es im 19. Jahrhundert zu einer Verschärfung der Gegensätze zwischen deutschen und tschechischen Lutheranern. Im Jahr 1900 wurde die Evangelische Superintendentur A. B. Böhmen zweigeteilt, wobei das tschechischsprachige Östliche Seniorat zur Evangelischen Superintendentur A. B. Ostböhmen und das deutschsprachige Westliche Seniorat zur Evangelischen Superintendentur A. B. Westböhmen erhoben wurde.

## Gemeinden
| Pfarrgemeinde       | Gründungsjahr                                          | Seniorat   | Kirchengebäude | Bild                                    |
| ------------------- | ------------------------------------------------------ | ---------- | --- | --------------------------------------- |
| Aussig              | 1878 (1873 als Filialgemeinde von Teplitz)             | Westliches | Apostel-Paulus-Kirche; Jesuskirche in Türmitz (Predigtstelle)                                                                             | Apostel-Paulus-Kirche                   |
| Černilow            | 1785                                                   | Östliches  | Evangelisch-lutherische Kirche in Černilow; Toleranzbethaus in Bohuslawitz (Filialgemeinde), Friedhofskapelle in Schonow (Filialgemeinde) | Evangelische Kirche Černilov            |
| Deutsch-Gablonz     | 1838 (1820 als Filialgemeinde von Krschischlitz)       | Westliches | Evangelische Kirche in Deutsch-Gablonz | Evangelische Kirche Deutsch-Gablonz     |
| Eger                | 1862                                                   | Westliches | Evangelische Friedenskirche in Eger; St. Peter und Paul in Franzensbad (Filialgemeinde)                                                   | Evangelische Kirche Cheb                |
| Fleißen             | 1834 (1563 als Filialgemeinde von Brambach in Sachsen) | Westliches | Evangelische Kirche in Fleißen | evangelische Kirche                     |
| Friedland in Böhmen | 1898                                                   | Westliches | Erlöserkirche in Friedland in Böhmen | Erlöserkirche in Friedland in Böhmen    |
| Görkau-Rotenhaus    | 1858 (1824 als Filialgemeinde von Haber)               | Westliches | Evangelische Kirche in Görkau-Rotenhaus                                                                                                   | Evangelische Kirche in Görkau-Rotenhaus |
| Haber               | 1784                                                   | Westliches | Evangelische Kirche in Haber; Evangelische Kirche in Tetschen (Filialgemeinde)                                                            | Evangelische Kirche Haber               |
| Hermannseifen       | 1783                                                   | Westliches | Toleranzkirche in Hermannseifen; Evangelische Kirche in Johannisbad (Diasporagemeinde)                                                    | Evangelische Kirche in Johannisbad      |
| Humpoletz           | 1782                                                   | Östliches  | Evangelische Kirche in Humpoletz, Toleranzbethaus in Humpoletz                                                                            | Toleranzbethaus in Humpoletz            |
| Karlsbad            | 1866 (1860 als Filialgemeinde von Fleißen)             | Westliches | Peter-und-Paul-Kirche in Karlsbad | Peter-und-Paul-Kirche in Karlsbad       |
| Komotau             | 1878 (1849 als Filialgemeinde von Görkau-Rotenhaus)    | Westliches | Gustav-Adolf-Kirche in Komotau | Gustav-Adolf-Kirche Komotau             |
| Kowanetz            | um 1781                                                | Östliches  | Evangelische Kirche in Kowanetz | Evangelische Kirche in Kowanetz         |
| Kreuzberg           | 1782                                                   | Östliches  | Evangelische Kirche in Kreuzberg | Evangelische Kirche in Kreuzberg        |
| Krschischlitz       | 1782                                                   | Östliches  | Toleranzbethaus in Krschischlitz | Toleranzbethaus in Krschischlitz        |
| Liebstadtl          | 1867 (zuvor Filialgemeinde von Krschischlitz)          | Östliches  | Lutherisches Toleranzbethaus in Liebstadtl                                                                                                | Evangelische Kirche in Liebstadtl       |
| Lipkowitz           | 1782                                                   | Östliches  | Evangelische Kirche in Lipkowitz | Evangelische Kirche in Lipkowitz        |
| Marienbad           | 1881 (zuvor Diasporagemeinde von Eger)                 | Westliches | Corpus-Christi-Kirche in Marienbad | Evangelische Kirche in Marienbad        |
| Opatowitz           | 1793                                                   | Östliches  | Toleranzbethaus in Opatovice; Friedhofskapelle in Zwiestowitz (Filialgemeinde; Gebäudenutzung gemeinsam mit der Gemeinde H. B. in Čáslau) |                                         |
| Pilsen              | 1872 (1862 als Filialgemeinde von Prag)                | Westliches | Evangelische Kirche in Pilsen | Ev. Kirche Pilsen                       |
| Prag (böhmisch)     | 1782                                                   | Östliches  | Salvatorkirche in Prag | Salvatorkirche in Prag                  |
| Prag (deutsch)      | 1791                                                   | Westliches | Michaeliskirche in Prag | Michaeliskirche in Prag                 |
| Reichenberg         | 1861 (zuvor Filialgemeinde von Deutsch-Gablonz)        | Westliches | Christuskirche in Reichenberg | Christuskirche Reichenberg              |
| Rosendorf           | 1863 (zuvor Filialgemeinde von Haber)                  | Westliches | Evangelische Kirche in Rosendorf | evangelische Kirche Rosendorf           |
| Rumburg             | 1860/1861 (zuvor Filialgemeinde von Haber)             | Westliches | Evangelische Kirche in Rumburg | Evangelische Kirche in Rumburg          |
| Rybnik              | 1854 (1782 als Filialgemeinde von Prag)                | Östliches  | Toleranzbethaus in Rybnik | Toleranzbethaus in Rybnik               |
| Teplitz             | 1852 (1845 als Filialgemeinde von Haber)               | Westliches | Bartholomäuskirche in Teplitz | Bartholomäuskirche in Teplitz           |
| Ternawka            | 1782                                                   | Östliches  | Evangelische Kirche in Ternawka | Evangelische Kirche in Ternawka         |